# ボロータナ
ボロータナ（イタリア語: Bolotana）は、イタリア共和国サルデーニャ自治州ヌーオロ県にある、人口約2,500人の基礎自治体（コムーネ）。

## 地理

### 位置・広がり

#### 隣接コムーネ
隣接するコムーネは以下の通り。括弧内のSSはサッサリ県所属を示す。
- ボノルヴァ (SS)
- ボルティガーリ
- イッロラーイ (SS)
- レーイ
- マコメール
- ノラグーグメ
- オラーニ
- オッターナ
- シラーヌス